# Keita Ishidō
Keita Ishidō (japanisch 石堂 圭太 Ishidō Keita; * 4. Juni 1992 in Kuki) ist ein japanischer Fußballspieler.

## Karriere
Ishidō erlernte das Fußballspielen in der Schulmannschaft der Seiritsu Gakuen High School und der Universitätsmannschaft der Toin University of Yokohama. Seinen ersten Vertrag unterschrieb er 2015 beim FC Kariya. Für den Verein absolvierte er drei Ligaspiele. 2016 wechselte er zum Tochigi Uva FC. Für den Verein absolvierte er 46 Ligaspiele. 2019 wechselte er zum Drittligisten Fukushima United FC. Für den Verein absolvierte er acht Ligaspiele.